# ضريبة الرعاية الصحية والاجتماعية
ضريبة الرعاية الصحية والاجتماعية هي ضريبة مقترحة في المملكة المتحدة يتم تحصيلها من قبل حكومة المملكة المتحدة للإنفاق الإضافي على الصحة، والمتوقع أن يتم إطلاقها في عام 2023. يتم توفير مخصص للضريبة بموجب قانون ضريبة الرعاية الصحية والاجتماعية وهو مصمم للتعامل مع تراكم المرضى الذين ينتظرون العلاج بعد جائحة كوفيد 19، وكذلك لتحسين الرعاية الاجتماعية. الضريبة التي سيتم رفعها في البداية من زيادة بنسبة 1.25٪ في مساهمات التأمين الوطني، من المتوقع أن تجمع 12 مليار جنيه إسترليني سنويًا.
تم الإعلان عن تفاصيل ضريبة الرعاية الصحية والاجتماعية في مجلس العموم من قبل رئيس الوزراء بوريس جونسون في 7 سبتمبر 2021، مع خطط لإدخاله في أبريل 2023. بموجب المقترحات سيكون هناك أولاً زيادة في مساهمات التأمين الوطني قبل تم إدخال ضريبة منفصلة على الدخل المكتسب اعتبارًا من عام 2023، ويتم احتسابها بنفس طريقة التأمين الوطني، باستثناء أنه سيتم دفعها أيضًا من قبل أولئك الذين بلغوا سن التقاعد الحكومي. ستظهر الضريبة الجديدة على قسائم الدفع الفردية. في الوقت نفسه تم التأكيد على أن حصة من الضريبة ستذهب أيضًا إلى الرعاية الصحية في اسكتلندا وفي ويلز ونظام الرعاية الصحية والاجتماعية بأيرلندا الشمالية، مع 1.1 مليار جنيه إسترليني إضافية لاسكتلندا، و700 مليون جنيه إسترليني لويلز، و400 مليون جنيه إسترليني لأيرلندا الشمالية.
أثارت المقترحات انتقادات من نواب البرلمان في حزب المحافظين التابع لجونسون، الذين اتهموه بالتراجع عن التزامه في البيان الذي تم التعهد به في الانتخابات العامة لعام 2019 بعدم زيادة المساهمات الضريبية.ردًا على هذا النقد وافق جونسون على أن الضريبة تخلت بتعهده في البيان، لكنه جادل بأن «الوباء العالمي لم يكن في بال أحد». كما أعرب كبار الشخصيات في قطاع الرعاية عن قلقهم من أن ضريبة الرعاية الصحية والاجتماعية لن تعالج مشاكل النظام، ووصف نادرة أحمد الرئيس التنفيذي لجمعية الرعاية الوطنية ذلك بأنه «مضلل». وانتقدت الأحزاب السياسية في أيرلندا الشمالية الخطط ووصفتها بأنها «غير عادلة» و «رجعية». في 12 سبتمبر توقعت شركة إتش إم أن يكون للضريبة تأثير «كبير» على الأجور والتضخم وأرباح الشركات، ويمكن أن تؤدي أيضًا إلى تفكك الأسر. رداً على ذلك قال وزير الصحة ساجد جافيد إنها الطريقة الأنسب لتمويل الاستثمار.
في 8 سبتمبر صوت أعضاء البرلمان لصالح خطة الزيادة الضريبية بأغلبية 319 صوتًا مقابل 248، بأغلبية 71 صوتًا. في 14 سبتمبر مرر قانون ضريبة الرعاية الصحية والاجتماعية التشريع الذي يسن الضريبة، بعد قراءته الثالثة في مجلس العموم مع تصويت أعضاء البرلمان 307-251 لصالحه، بأغلبية 56.